# Nikki Sterkenburg
Nikki Sterkenburg (1984) is een Nederlands journalist, wetenschappelijk medewerker en plaatsvervangend hoofd analyse voor de NCTV.

## Opleiding en carrière
Sterkenburg studeerde Nederlands en Religiestudies aan de Universiteit van Amsterdam en Journalistiek aan de Universiteit Groningen. Tijdens haar studie werkte ze als gastontvanger bij Paul de Leeuw en in 2010 begon ze als misdaadjournalist bij Nieuwe Revu. In 2013 begon zij als redacteur bij Elsevier Weekblad, waar ze tot 2018 werkzaam was. In september 2020 ging ze werken voor het Ministerie van Justitie en Veiligheid als wetenschappelijk medewerker en in maart 2021 werd ze daar plaatsvervangend hoofd Analyse en tevens strategisch analist.

## Publicaties, media en erkenning
In 2011 ontving Sterkenburg de Studentenluis voor haar interview met Richard Korver, de advocaat die ouders bijstond in de Amsterdamse zedenzaak.
Op 28 november 2020 gaf zij in het tv-programma Buitenhof een uiteenzetting over onder andere het nieuwe fenomeen van ideologisch gedreven jongeren in het extreemrechtse domein in Nederland. Het onderwerp was actueel geworden door de scheuring in de politieke partij Forum voor Democratie in de laatste week van november. Aan het gesprek nam ook journalist Marijn Kruk deel, die de ontwikkeling van het Romantisch nationalisme in Europa onderzoekt.
Aan de Universiteit Leiden verdedigde Sterkenburg op 19 mei 2021 haar proefschrift Van actie tot zelfverwezenlijking : Routes van toetreding tot radicaal- en extreemrechts. Daarvoor sprak ze met een reeks rechtse activisten, onderzocht waarom die actief werden en bleven bij radicaal- en extreemrechts, en hoe dat zich verhoudt tot de wetenschappelijke literatuur. De publieksversie is Maar dat mag je niet zeggen : De nieuwe generatie radicaal- en extreemrechts in Nederland.